# Jiang Yu
Jiang Yu (Peking, 1964) is een Chinees diplomaat en woordvoerster voor het Ministerie van Buitenlandse Zaken van de Volksrepubliek China.
Een ander vooraanstaand woordvoerder is Qin Gang.

## Loopbaan
Jiang Yu heeft een bachelordiploma.
Ze werkte meer dan twintig jaar voor het ministerie van Buitenlandse Zaken en werkte op verschillende plekken in de wereld, waaronder op het hoofdkwartier van de Verenigde Naties in New York en het Chinese persbureau Xinhua News Agency in Hongkong. 
Jiang Yu trad voor het eerst naar buiten als woordvoerster op 13 juni 2006. In deze persconferentie beantwoordde ze vragen over de positie van China ten opzichte van bepaalde kwesties, zoals Tibet en de Falun Gong.

## Uitspraken
In de documentaire The Dalai Lama: 50 Years After the Fall doet Jiang Yu de uitspraak dat veertiende dalai lama Tenzin Gyatso een leider van een theocratisch slavenstelsel is, zonder democratie, vrijheid of mensenrechten in Tibet en alleen privileges voor de slaveneigenaar. Volgens haar heeft de dalai altijd van de leugen geleefd.
Volgens Chinees-Tibetaans schrijfster en activist Woeser zou juist de Chinese regering veel leugens in omloop hebben gebracht, zoals dat Tibetanen in Tibet geen vertrouwen meer in de dalai lama zouden hebben en niet meer naar hem zouden luisteren.